# Ауди, Раймон
Раймон Ауди (фр. Raymond Audi; 6 октября 1932, Сидон, Ливан — 15 июля 2022) — ливанский банкир и государственный деятель.
В 1962 году вместе со своими братьями создал и вошёл в состав совета директоров ливанского банка «Ауди» (араб. بنك عوده‎). С ноября 1993 года — президент Ассоциации банков Ливана. С 1998 года — председатель совета директоров и генеральный директор банка, также занимает пост председателя совета корпоративного управления и комитета по вознаграждениям банка.
В 2008—2009 годах был министром по делам перемещённых лиц Ливана в правительстве Фуада Синьора.
Сын — Пьер Ауди, театральный режиссёр, постановщик опер, в 1988—2018 годах — художественный руководитель Нидерландской национальной оперы.

## Награды
- Офицер Национального ордена Кедра (1998 год)
- Кавалер Национального ордена Кедра (1974 год)
- Орден Святого Григория Великого (Ватикан, 1971 год)
- Кавалер Мальтийского ордена (1980 год)
- Командор ордена «За гражданские заслуги» (Испания, 2001 год)
- Кавалер ордена Почётного легиона (Франция, 2003 год)
- Почётный гражданин Лондона (Великобритания, 2005 год)
- Премия «Hospitality Annual Award» (2006 год)
- Премия журнала «Euromoney» за выдающийся вклад в развитие финансовых услуг на Ближнем Востоке (2006 год)
- Доктор Honoris causa Американского Университета Бейрута
- Медаль святого благоверного князя Даниила Московского (РПЦ, 2007 год)